# Paolo Beldì
Paolo Beldì (Novara, 11 luglio 1954 – Stresa, 2 luglio 2021) è stato un regista televisivo italiano.

## Biografia

### Carriera
Esordì da giovane come comico radiofonico su Radio Azzurra a Novara dove poi diede vita a Onda Novara. Nei primi anni ottanta divenne aiuto regista nel settore televisivo grazie al suggerimento del suo maestro Beppe Recchia, ed ebbe modo di lavorare, fra gli altri, con Enzo Tortora, i Gatti di Vicolo Miracoli e Walter Chiari.
Fu uno dei più attivi registi della neonata Fininvest, sia per programmi sportivi che di intrattenimento, come ad esempio Mai dire Banzai e Mai dire mundial. Firmò come autore le musiche originali di Drive in per quattro anni con Roberto Negri. Antonio Ricci lo chiamò a dirigere prima Lupo solitario e poi Matrjoska.
In seguito passò alla Rai, dove dal 1990 fu il regista di Mi manda Lubrano e di altre trasmissioni come Svalutation con Adriano Celentano e Su la testa! di Gino e Michele con Paolo Rossi. Con Diritto di replica insieme a Fabio Fazio e Sandro Paternostro si fece notare per l'indugio sui dettagli, scarpe comprese.
Dal 1993 al 2009 fu l'ideatore e regista di Quelli che il calcio, prima condotto da Fazio e in seguito da Simona Ventura; nella trasmissione risultava evidente il tifo di Beldì per la Fiorentina di cui infatti manda l'inno ad ogni rete segnata. Nel 1995 fu il regista di Stelle di Natale con Nino Manfredi, Gigi Proietti, Lino Banfi, Anna Marchesini e Antonio Albanese con autori Castellano e Pipolo. Nella primavera 1996 cura la regia di Per Atlanta sempre dritto, in onda su Rai 1 con Fabio Fazio e Natalia Estrada.
Nel 1997 firmò Va ora in onda, trasmissione estiva di Rai 1 con Carlo Conti. Sempre nello stesso anno diresse Anima mia, trasmissione musicale di Fabio Fazio e Claudio Baglioni. Nel 1998 fu la volta di Qualcuno mi può giudicare sulla biografia di Caterina Caselli. Nel 1998 fu il regista di Cocco di mamma, su Raiuno.
Nel 1999 affiancò di nuovo Celentano con Francamente me ne infischio ed ancora nel 2005 con Rockpolitik e nel 2007 con La situazione di mia sorella non è buona.
Ebbe l'incarico di curare la regia anche per tre edizioni del Festival di Sanremo: nel 1999 (condotto da Fabio Fazio), nel 2000 (ancora Fazio) e nel 2006 (Giorgio Panariello). 
Per Rai 2 diresse Gene Gnocchi ne La grande notte del lunedì sera e Artù; con Cochi e Renato invece Stiamo lavorando per noi, con ospiti Enzo Jannacci e Renzo Arbore.
Nel novembre 2009 fu regista di Grazie a tutti, show in onda per quattro domeniche in prima serata su Rai 1, condotto da Gianni Morandi.
Nel 2010 diresse in marzo lo show di Gigi D'Alessio su Rai 1 dal titolo Gigi questo sono io e poi dal 27 aprile, sempre su Rai 1, Voglia d'aria fresca con Carlo Conti.
Nel 2011 tornò a curare la regia della trasmissione Quelli che il calcio condotta da Victoria Cabello e sempre per Rai 2 cura firmò concerto di Zucchero Fornaciari da Reggio Emilia.
L'8 e 9 ottobre 2012 diresse lo show di Adriano Celentano trasmesso in diretta su Canale 5 dall'Arena di Verona dal titolo Rock Economy.
Nella stagione 2013-2014 Beldì fu per la diciottesima volta al timone di Quelli che il calcio. Nel 2015 fece parte della giuria di esperti del Festival di Sanremo, condotto da Carlo Conti. Nello stesso anno tornò a svolgere il ruolo di regista per il talk show Ballarò, condotto da Massimo Giannini.
Scrisse tre libri: Perché inquadri i piedi? (1996, Zelig), Un Beldì vedremo... tutto viola (2010, Romano editore) e Due Beldì vedremo... tutto viola (2014, Lampi di stampa).

### Morte
Fu trovato morto il 2 luglio 2021 all'età di 66 anni, vittima di un malore improvviso nella sua casa di Magognino, sulle alture di Stresa. I funerali si sono svolti l'8 luglio successivo.